# 西小坂井車站
西小坂井車站（日语：／ Nishi-kozakai eki */?）是一由東海旅客鐵道（JR東海）所經營的鐵路車站，位於日本愛知縣豐川市伊奈町前山。西小坂井車站是JR東海所屬的東海道本線沿線的車站之一，雖然位於主力幹線的東海道本線上，但因為較晚設站，設站前飯田線上早已存在一個小坂井車站，因此以在小坂井以西之故而命名為「西小坂井」。在營運分類上，西小坂井車站是JR東海委託子公司東海交通事業代為經營的業務委託車站，由豐橋車站負責管理。
本站在1945年初設時，原本只是個在通往軍需工廠的專用線分歧點上設置的號誌站——西伊奈信號場（日语：西伊奈信号場）。直到戰後的1948年時才升格為一般車站，並同時改名為西小坂井。

## 車站結構
島式月台2面4線的地面車站，然而1號月台設有欄杆，作為貨物列車的待避線使用，事實上只有2面3線。

### 月台配置
| 月台 | 路線       | 方向 | 目的地             |
| ---- | ---------- | ---- | ------------------ |
| 2    | 東海道本線 | 上行 | 往豐橋、濱松方向   |
| 3、4 | 東海道本線 | 下行 | 往岡崎、名古屋方向 |

## 使用情況
根據「豐川市的統計」，1日上車人次如下表。
| 年度 | 人數  |
| ---- | ----- |
| 2005 | 1,070 |
| 2006 | 1,047 |
| 2007 | 1,042 |
| 2008 | 1,033 |
| 2009 | 1,276 |
| 2010 | 1,286 |
| 2011 | 1,279 |
| 2012 | 1,283 |
| 2013 | 1,268 |
| 2014 | 1,184 |
| 2015 | 1,191 |
| 2016 | 1,192 |
| 2017 | 1,212 |

## 相鄰車站
東海旅客鐵道
 東海道本線
■特別快速、■新快速、■快速
通過
■區間快速、■普通
豐橋（CA42）－西小坂井（CA43）－愛知御津（CA44）

### 來源
1. 1 2  駅構内の案内表記。これらはJR東海公式サイトの各駅の時刻表 （页面存档备份，存于）で参照可能（駅掲示用時刻表のPDFが使われているため。2015年1月現在）。